# Märkische Heide
Märkische Heide (sorbiska: Markojska gola) är en kommun i östra Tyskland, belägen i Landkreis Dahme-Spreewald i förbundslandet Brandenburg, omkring 75 km sydost om Berlin i nordöstra delen av naturområdet Spreewald.

## Administrativ indelning
Följande orter som var kommuner fram till den 26 oktober 2003 utgör även kommundelar (Ortsteile) i Märkische Heides kommun. Ortnamn på lågsorbiska inom parentes:
- Alt Schadow (Stary Škódow)
- Biebersdorf (Njacyna)
- Dollgen (Dołgi)
- Dürrenhofe (Dwóry)
- Glietz (Zglic)
- Gröditsch (Groźišćo)
- Gross Leine (Wjelike Linje)
- Gross Leuthen (Lutol)
- Klein Leine (Małe Linje)
- Hohenbrück-Neu Schadow (Wusoki Móst-Nowy Škódow)
- Krugau (Dubrawa)
- Kuschkow (Kuškow)
- Leibchel (Lubochol)
- Plattkow (Błotko)
- Pretschen (Mrocna)
- Schuhlen-Wiese (Skulin-Łuka)
- Wittmannsdorf-Bückchen (Witanojce-Bukowka)

## Befolkning
- Befolkningsutveckling inom nuvarande kommungränser (Blå linje: Befolkning—Prickad linje: Jämförelse med utvecklingen i hela Brandenburg—Grå bakgrund: Period av nazistiskt styre—Röd bakgrund: Period av kommunistiskt styre)
- Aktuell befolkningsutveckling (blå linje) och prognoser (prickade linjer).

| År   | Invånare |
| ---- | -------- |
| 1875 | 6 257    |
| 1890 | 6 070    |
| 1910 | 5 747    |
| 1925 | 5 511    |
| 1933 | 5 279    |
| 1939 | 5 064    |
| 1946 | 8 101    |
| 1950 | 7 730    |
| 1964 | 6 031    |
| 1971 | 5 870    |

| År   | Invånare |
| ---- | -------- |
| 1981 | 5 347    |
| 1985 | 5 193    |
| 1989 | 5 184    |
| 1990 | 5 134    |
| 1991 | 5 062    |
| 1992 | 5 148    |
| 1993 | 5 145    |
| 1994 | 4 984    |
| 1995 | 4 989    |
| 1996 | 4 977    |

| År   | Invånare |
| ---- | -------- |
| 1997 | 4 981    |
| 1998 | 5 000    |
| 1999 | 4 975    |
| 2000 | 4 980    |
| 2001 | 4 946    |
| 2002 | 4 899    |
| 2003 | 4 841    |
| 2004 | 4 772    |
| 2005 | 4 760    |
| 2006 | 4 684    |

| År   | Invånare |
| ---- | -------- |
| 2007 | 4 585    |
| 2008 | 4 464    |
| 2009 | 4 396    |
| 2010 | 4 313    |
| 2011 | 4 137    |
| 2012 | 4 067    |
| 2013 | 4 002    |
| 2014 | 3 989    |
| 2015 | 3 954    |
| 2016 | 3 915    |

| År   | Invånare |
| ---- | -------- |
| 2017 | 3 880    |
| 2018 | 3 893    |
| 2019 | 3 894    |
| 2020 | 3 904    |